# Вилламайна
Вилламайна (итал. Villamaina) — коммуна в Италии, располагается в регионе Кампания, в провинции Авеллино.
Население составляет 1005 человек (2008 г.), плотность населения составляет 112 чел./км². Занимает площадь 9 км². Почтовый индекс — 83050. Телефонный код — 0825.
Покровителями коммуны почитаются святые Рох и Павлин Ноланский, празднование 22 июня.

## Демография
Динамика населения:

## Администрация коммуны
- Официальный сайт: https://web.archive.org/web/20120301070226/http://villamaina.asmenet.it/